# Масапиква Парк (Њујорк)
Масапиква Парк (енгл. Massapequa Park) град је у америчкој савезној држави Њујорк.

## Демографија
По попису из 2010. године број становника је 17.008, што је 491 (-2,8%) становника мање него 2000. године.
| Група             | 2000.          | 2010.          |
| Белци             | 16.614 (94,9%) | 15.858 (93,2%) |
| Афроамериканци    | 38 (0,2%)      | 56 (0,3%)      |
| Азијати           | 246 (1,4%)     | 256 (1,5%)     |
| Хиспаноамериканци | 525 (3,0%)     | 757 (4,5%)     |
| Укупно            | 17.499         | 17.008         |